# 玉流館
39°1′43″N 125°45′30″E / 39.02861°N 125.75833°E

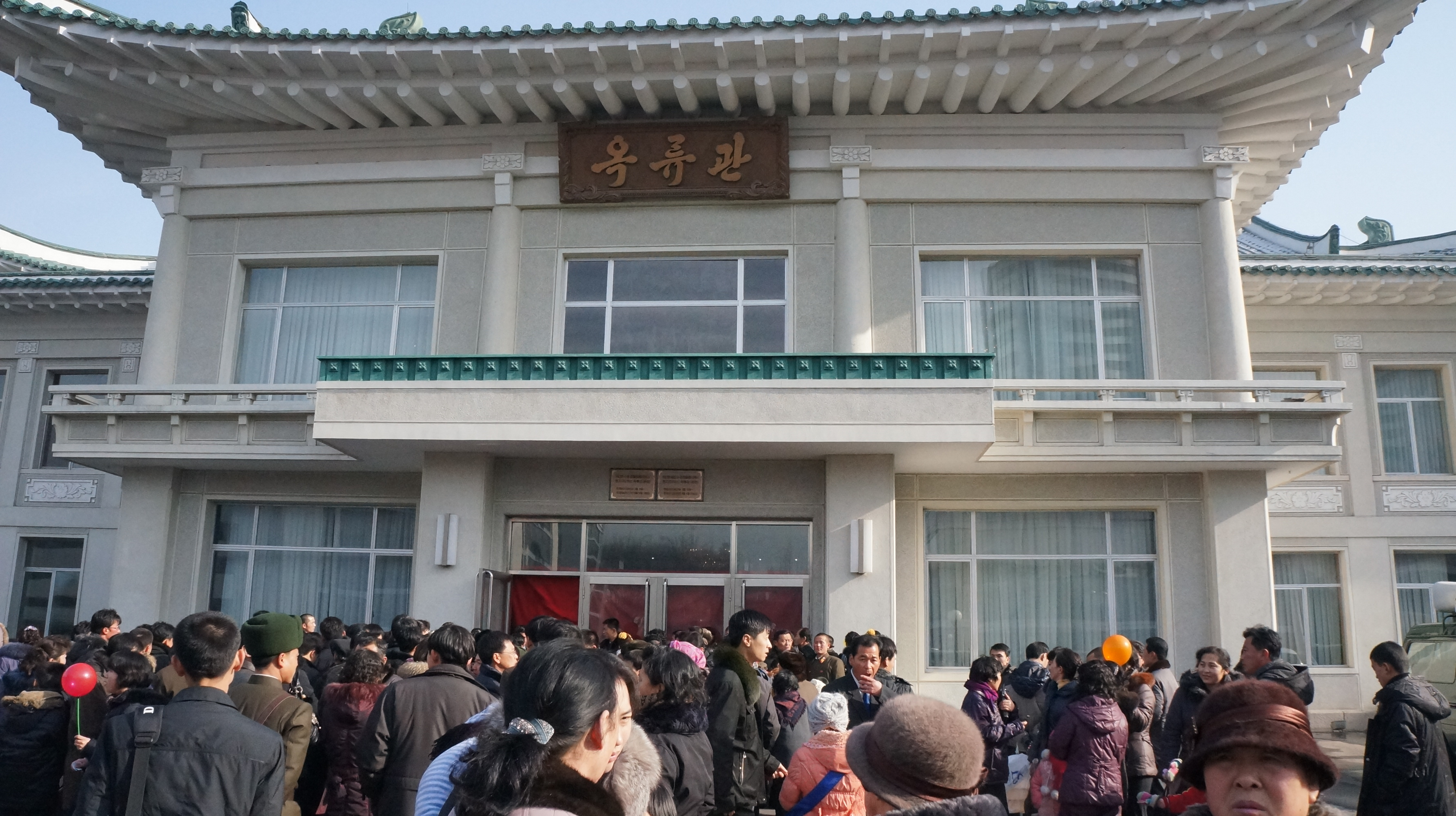
正門

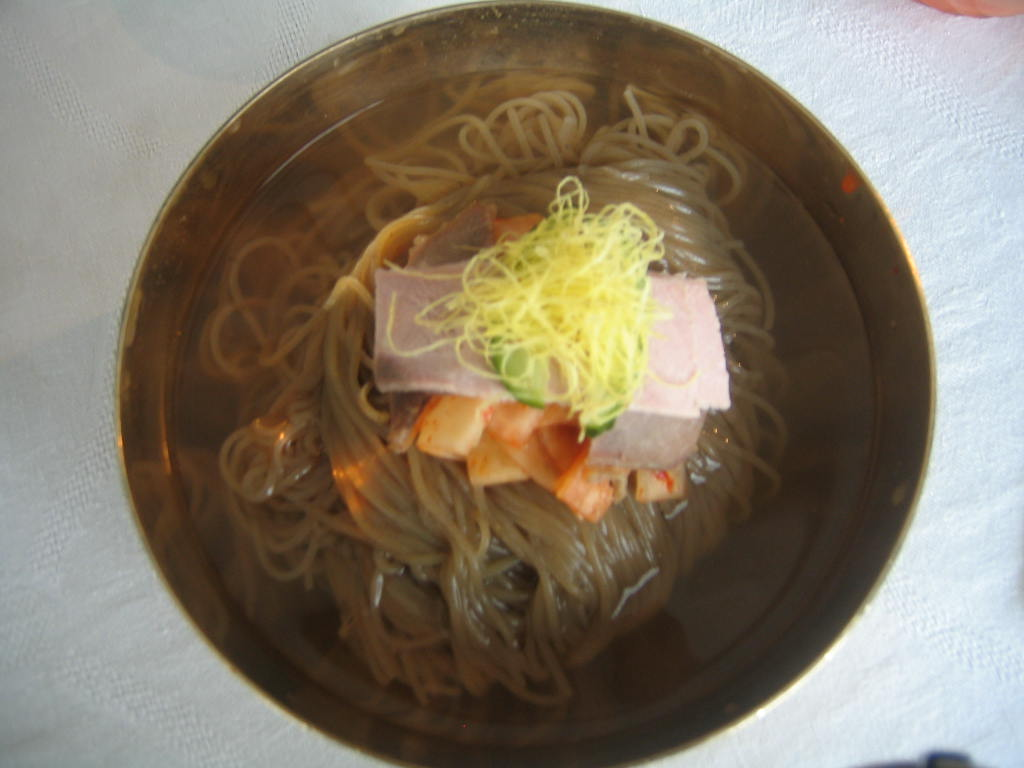
玉流冷麵

玉流館（朝鲜语：／ Ongnyugwan）是位於朝鮮平壤直轄市中區域大同江畔之玉流岩的一家豪華餐館，1960年開始營業。專營傳統朝鮮飲食及著名的平壤冷麵。玉流館是朝鮮最著名的食府，經常用作招待外國元首及貴賓，外國駐朝鮮的大使館也多選擇在玉流館舉行宴會。

## 著名菜餚
除了招牌菜朝鮮冷麵，還有甲魚、大花魚、鵪鶉、鱘魚、青蛙等朝鲜传统菜餚，并制作冰淇淋。
2018年4月27日，韓國總統文在寅與朝鮮領導人金正恩舉行高峰會，文在寅指定玉流館的平壤冷麵做為晚宴菜餚之一，朝鮮由玉流館廚師專程到板門店的統一閣製作平壤冷麵再送到晚宴的會場。

## 建築
玉流館有兩層樓，另設地下層。飯店外形為古樸朝鮮傳統建築，總建築面積廣達5,800平方米，設有2,000多個座位，大廳、通道及餐廳的採用開放式設計，使整個餐廳內部顯得寬敞，設有多個大型陽臺供食客欣賞大同江，雲石地板、華麗燈飾，牆壁裝置水族箱。

## 分店

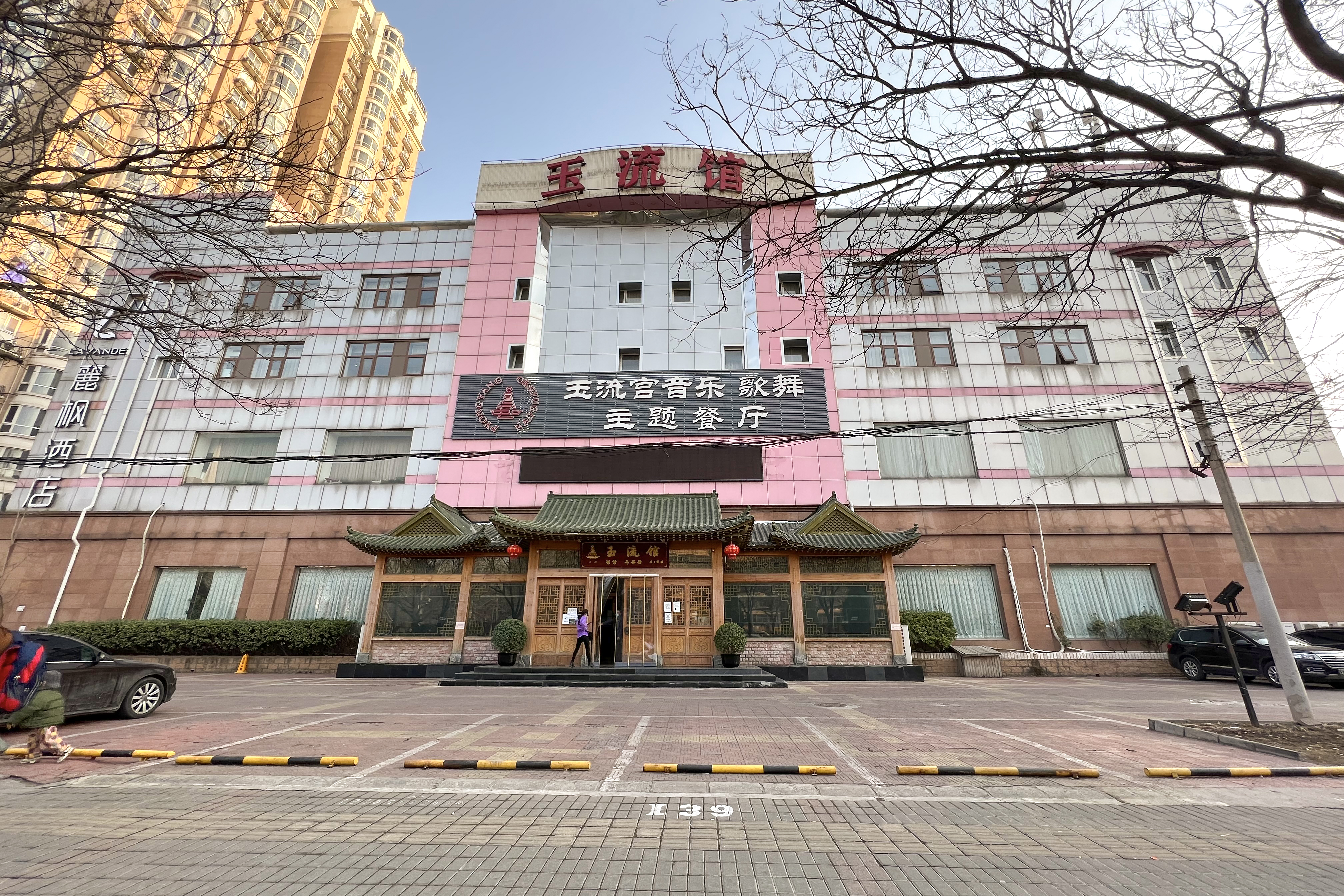
位于望京的玉流馆北京店

玉流馆在朝鲜国内的金刚山开有分店，在北京、曼谷、金边等地也设有分店。近年朝鲜政府开始布局阿联酋，先期在迪拜开设分店，而位于阿尔华达千禧大酒店（Grand Millennium Al Wahda Hotel）内的阿布扎比分店则于2017年3月开业。

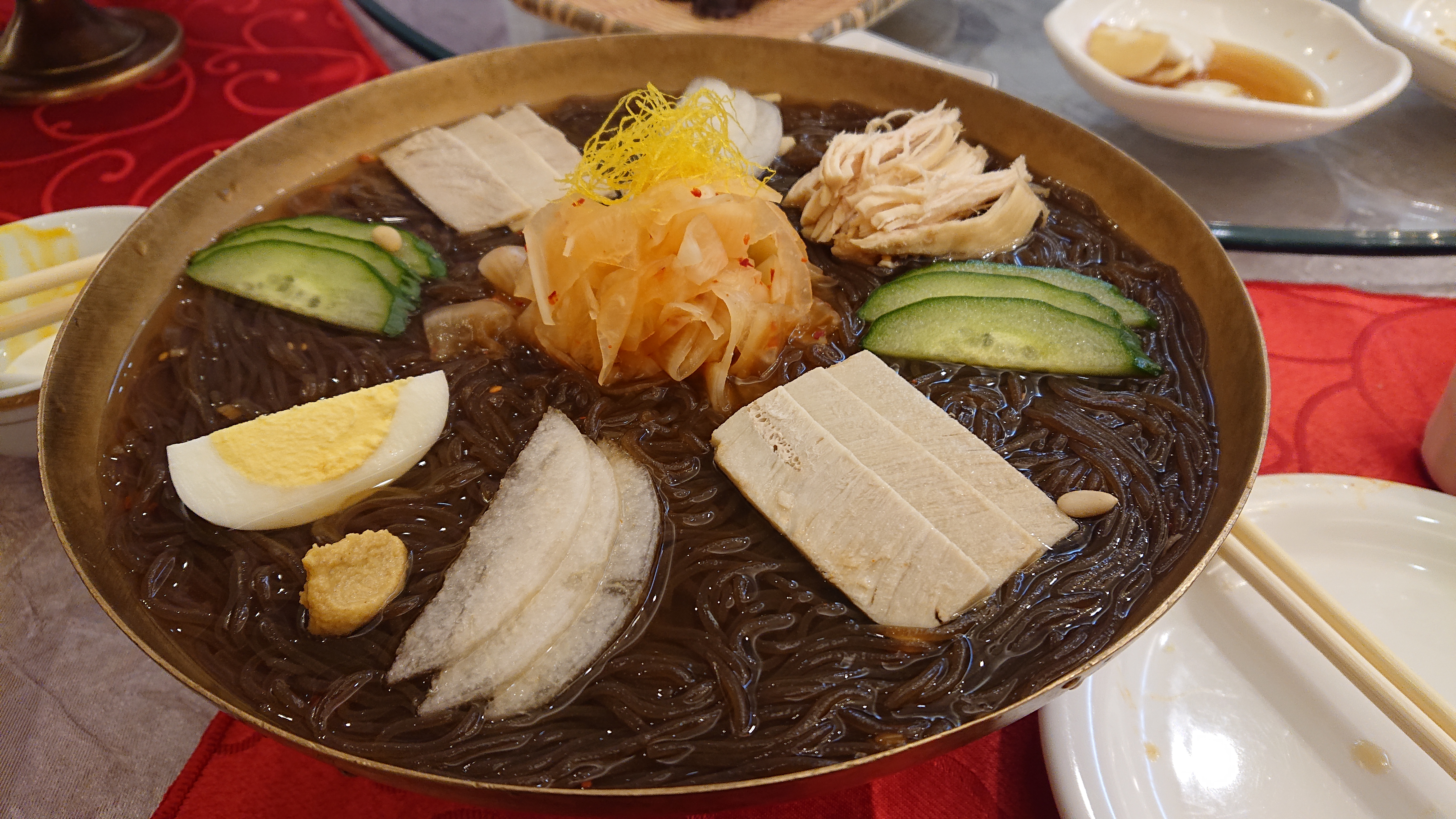
北京玉流馆餐厅的一份铜盘冷面

## 公共交通
平壤地鐵千里馬線統一站